# TOS-3 Drakon
Le TOS-3 est un lance-roquettes multiple russe à munitions thermobariques. Il est surnommé Драко́н (Dragon). Il s'agit d'une version évoluée des précédents systèmes TOS-1, TOS-1A et TOS-2 Tossotchka, possédant moins de tubes lance-roquettes mais avec une plus longue portée.

## Historique
Depuis le début de la guerre russo-ukrainienne, l’armée russe déploie sur le front plusieurs systèmes de lance-roquettes multiples lourds avec des caractéristiques et des capacités différentes :
- Le TOS-1 Buratino, le premier de la série, introduit à la fin des années 1980[2],[3], est monté sur un châssis de char T-72[4], offrant une protection blindée et une mobilité importantes[2]. Il peut lancer 30 roquettes de 220 mm[5].
- Le TOS-1A Solntsepyok, introduit dix ans plus tard[3], présente des améliorations en termes de portée et de puissance de feu[2]. Il tire également des roquettes de 220 mm, mais dispose de seulement 24 tubes disposés en trois rangées de huit tubes[3]. Il existe en deux variantes, l’une ayant un châssis de char T-72 et l’autre un châssis de char T-90[4],[5].
- Enfin le TOS-2 Tosochka, le plus récemment entré en service dans l’armée russe[1], il y a seulement quelques années. Son développement a été annoncé en 2018 et il a été présenté pour la première fois en 2020 lors de la « Parade de la Victoire » à Moscou[6]. Il a des capacités encore améliorées. Pour une mobilité accrue[2] sur les routes goudronnées[7], il est basé sur un châssis à roues de camion militaire 6x6 UralAZ-63704-0010. Il est équipé d’un système de chargement automatique pour accélérer la manutention des munitions[2] et dispose de sa propre grue de chargement[6]. Il peut tirer 18 roquettes[4],[5] d’une nouvelle génération à plus longue portée, mais il est nettement moins protégé[6].

Ces systèmes ont été largement utilisés sur le champ de bataille et sont très dangereux pour l’ennemi, mais aussi pour leurs servants. En effet ils sont handicapés par leur portée de tir limitée (maximum 6 kilomètres) et doivent être déployés à proximité de la zone cible. Même s’ils ne sont pas utilisés directement sur la ligne de front, ils opèrent à portée visuelle, et donc ils doivent se trouver à proximité de l’ennemi. Cela les met constamment en danger d’être détruit par les drones de combat kamikazes FPV ukrainiens. Depuis 2023, les drones FPV sont utilisés en grande quantité des deux côtés. Malgré leur charge explosive inférieure à celle des missiles guidés antichars (ATGM), ces drones agiles sont parfaitement adaptés pour combattre les systèmes de lance-roquettes lourds. Les nacelles de roquettes de grande taille sont une cible facile pour les pilotes de FPV, et même de petites charges explosives suffisent à faire exploser les munitions à l’intérieur. Il suffit généralement d’un tir précis sur un véhicule chargé de munitions pour provoquer sa destruction, malgré son blindage. Ceci explique le choix d’un châssis lourdement blindé afin d’augmenter les chances de survie du système en cas d’attaque.
Les pertes ont incité les fabricants d’armes russes à breveter un prêt-à-mmonter de protection spécial pour le TOS-1A Solntsepyok, qui protège ce lanceur encombrant et vulnérable des missiles guidés antichars et des drones FPV. Le véhicule est désormais équipé d’un blindage réactif, ce qui réduit considérablement les dégâts infligés par les armes antichars,. Il s’agit de la même solution que celle qui est déjà installée sur les chars T-90. De plus, afin de protéger le TOS-1A, une solution typique antidrone a été déployée, composée d’un blindage à volets sur le lanceur, complété par un brouilleur de guerre électronique. Enfin, les systèmes de lance-roquettes TOS-1A n’opèrent pas seuls mais sous la protection de BMP-3 qui les accompagnent. Le commandant d’un peloton de lance-roquettes ayant pour indicatif d’appel « Rescuer » a déclaré : « L’infanterie motorisée armée d’équipements de guerre électronique protège les véhicules de combat contre les attaques de drones. Ils sont également capables de fournir un appui-feu lors d’affrontements directs avec l’ennemi. Le BMP-3 est maintenant utilisé dans notre unité pour l’appui-feu, c’est-à-dire pour déplacer le personnel vers une position de tir et partir. Le véhicule est très praticable et maniable et a une assez bonne vitesse. Nous avons des canons antidrones. L’observation constante du ciel est la chose la plus importante. ».
Le premier indice d’un nouvel engin a été révélé mi-janvier 2024, lorsque l’usine de machines de transport d’Omsk (Омский завод транспортного машиностроения, ou Omsktransmash), qui a déjà développé et produit des systèmes de lance-flammes lourds (TOS), a envoyé une demande au Service fédéral de la propriété intellectuelle (Rospatent) pour enregistrer la marque TOS-3 Драко́н (Dragon) et son logo pour un nouveau système de lance-roquettes. Omsktransmash a obtenu les droits de marque brevetée au début du mois de février 2024. Le logo prend la forme d’une silhouette en noir et blanc d’un véhicule de combat. La marque est enregistrée dans un certain nombre de catégories, des véhicules militaires aux systèmes d’artillerie, en passant par les vêtements et les souvenirs. L’image enregistrée ne montre que les caractéristiques les plus générales du véhicule de combat. Cependant, il n’est pas encore clair dans quelle mesure cela correspond à l’apparence réelle de TOS-3. De plus, la demande de brevet Ros, pour des raisons évidentes, ne divulgue aucune information technique.
Le 8 avril 2024, l’agence de presse russe TASS a publié une longue interview de Bekhan Ozdoev, le directeur industriel du groupe des armes conventionnelles, des munitions et de produits chimiques spéciaux de la société d’État Rostec,,. Ozdoev a rappelé la présence des TOS-1A et TOS-2 dans l’armée russe, et a souligné l’expérience positive de leur utilisation au combat. Il a officiellement confirmé le développement du système de lance-roquettes lourd TOS-3. Il a expliqué que les concepteurs et les ingénieurs de Rostec développent et améliorent les systèmes existants sur la base des connaissances acquises en Ukraine. Ozdoev a ajouté que le projet avait dépassé le stade du développement et que le premier prototype avait déjà été construit,.

## Caractéristiques

### Châssis
Selon des sources au sein de l’industrie de la défense russe, le TOS-3 Drakon incorporera des éléments de conception de ses prédécesseurs, en utilisant un châssis à chenilles de char de combat, comme le TOS-1. Ce choix de plate-forme est lié à la robustesse et la mobilité souhaitées du système sur le champ de bataille. Le type du char n’est pas spécifié, et la silhouette utilisée dans le logo du projet ne permet pas d’identifier de manière fiable le modèle de châssis. Les experts en sont réduits aux spéculations, certains prédisant que le TOS-3 Drakon sera monté sur un châssis de char T-72 ou T-80. Cette hypothèse vient du constat que le fabricant Omsktransmash ne produit pas le châssis du char T-90,. Dans le même temps, il est possible de reconnaître certaines caractéristiques du char T-14 Armata sur le logo, comme les proportions spécifiques de la coque, ainsi que la proue et de poupe en porte-à-faux caractéristiques. L’hypothèse de l’utilisation de la plate-forme du T-14 Armata semble assez logique car ce châssis présente des caractéristiques de protection et de mobilité élevées, et l’avenir, au fur et à mesure que les unités blindées seront rééquipées en T-14, un tel châssis offrira des avantages opérationnels (standardisation).
Le TOS-1 Solntsepek pèse 46 tonnes lorsqu’il est chargé de l’ensemble de ses 24 roquettes. Les ingénieurs pourraient avoir pour objectif de réduire la masse du véhicule à 40-42 tonnes en ordre de combat, améliorant ainsi sa vitesse et sa maniabilité,.

### Armement
Le TOS-3 Drakon sera doté d’un mécanisme de lancement emprunté au TOS-2 Tosochka, remarquable pour son système de chargement de munitions intégré. Cette innovation améliore considérablement l’efficacité des opérations de rechargement, un facteur essentiel pour des tirs soutenus. Selon Bekhan Ozdoev, le TOS-3 est équipé d’un nouveau lanceur qui permettra l’utilisation de nouvelles munitions avec une portée de tir accrue,,. Pour mémoire, les TOS-1 et TOS-1A Solntsepyok utilisaient des roquettes de 220 mm de première génération, avec une portée de 3,6 km. Par la suite, le TOS-1A Solntsepyok a reçu des munitions améliorées, portant à 6 km (ou 10 km, selon diverses sources). Pour le TOS-2, une nouvelle roquette TBS-M3 d’une portée d’au moins 10 à 12 km a été développée. Le TOS-2 Tosochka tirerait même à des distances de 16 à 25 km. Il est tout à fait possible que le processus de développement des munitions de calibre 220 mm se poursuive et qu’une nouvelle munition soit en cours de conception pour le TOS-3 Drakon.
Contrairement à d’autres éléments de la silhouette du système sur le logo du TOS-3, le lanceur est dessiné en détail. À en juger par la silhouette, le nouveau lanceur du TOS-3 Drakon n’est pas fondamentalement différent de ceux des TOS-1 Buratino et TOS-1A Solntsepyok. Sur un châssis de char standard, une plate-forme comporte des supports pour la partie orientable. Cette dernière est un ensemble de chambres tubulaires avec trois rangées horizontales de cinq fusées chacune. Selon toute vraisemblance, le TOS-3 Drakon sera capable de lancer 15 roquettes, qui pourraient se décliner en deux variantes : une ogive incendiaire ou une ogive thermobarique,. Ce nombre de 15 munitions est une diminution substantielle par rapport aux modèles précédents. À titre de comparaison, le TOS-1A tire une salve de 24 projectiles avec 8 tubes sur trois rangées, tandis que le TOS-2 transporte 18 roquettes sur un support à trois rangées de largeur réduite à 6 tubes. Les 15 tubes du TOS-3 constituent une réduction supplémentaire.
La diminution de la capacité en munitions du TOS-3 pourrait être associée à la masse de l’engin, à des équipements supplémentaires et à la présence d’un système de protection active dynamique,. Cela peut aussi laisser entrevoir le développement d’une nouvelle ogive améliorée, qui maintiendra au même niveau la puissance des tirs de salve ou améliorera les performances des lancements uniques. Il y a de fortes chances pour que le TOS-3 Drakon utilise les toutes nouvelles roquettesTBS-M3. Ces munitions ont une portée de 15 km, une longueur de 3,7 mètres, une masse accrue pour l’ogive thermobarique et celle du propergol solide. Ils sont déjà tirés dans le TOS-2 Tosochka. Les roquettes plus anciennes, y compris les MO.1.01.04M et M0.1.01.04M2, ont des portées respectives de 6 km et 10 km,.
Étant donné que les systèmes TOS n’ont jamais vraiment manqué de puissance offensive, la principale raison du diamètre plus grand de la fusée est très probablement le moteur plus gros. Par conséquent, on peut supposer que l’objectif principal du développement du TOS-3 est d’amener la portée de tir au-delà de la portée de vol des drones FPV. Cela expliquerait également la limitation du lanceur à 15 tubes pour la même taille, alors que les variantes précédentes pouvaient parfois contenir près de deux fois plus d'armement. Cependant, il n’est pas encore clair si le TOS-3 est juste un hybride du châssis du TOS-1 avec le lanceur du TOS-2, ou un système d'armes complètement nouveau. Compte tenu du fait que les principales activités de l’industrie de défense russe se concentrent actuellement sur des mesures à court terme pour le succès rapide de la guerre en Ukraine, la solution hybride est plus probable qu’un nouveau développement.